# (4297) Eichhorn
(4297) Eichhorn es un asteroide perteneciente al cinturón de asteroides, descubierto el 19 de abril de 1938 por Wilhelm Dieckvoss desde el Observatorio de Hamburgo-Bergedorf, Hamburgo, Alemania.

## Designación y nombre
Designado provisionalmente como 1938 HE. Fue nombrado Eichhorn en honor al astrónomo australiano estadounidense Heinrich Karl Eichhorn.